# Shoko Asahara
Shoko Asahara, ursprungligen Chizuo Matsumoto, född 2 mars 1955 i Yatsushiro i Kumamoto prefektur, död (avrättad) 6 juli 2018 i Tokyo, var en japansk dömd brottsling som grundade och var ledare för Aum Shinrikyo-sekten. Sekten använde saringas för att genomföra en terroristattack i Tokyos tunnelbana den 20 mars 1995, som dödade 12 och skadade upp till 1 300 personer, varav 54 allvarligt. Han dömdes den 27 februari 2004 till döden som skyldig till sammanlagt 27 mord. Hans avrättning blev 2012 framskjuten på grund av väntande erkännande från andra medlemmar i sekten. Han avrättades den 6 juli 2018 genom hängning.